# Gare d'Omaha (Nebraska)
La gare d'Omaha (Nebraska) est une gare ferroviaire des États-Unis, située sur le territoire d'Omaha dans l'État du Nebraska.

## Histoire
Elle a été construite en 1983.

## Service des voyageurs

### Desserte
Elle est desservie par des liaisons longue-distance Amtrak :
- le California Zephyr: Emeryville - Chicago